# 聖母無原罪主教座堂 (香港)
聖母無原罪主教座堂（全稱：香港天主教聖母無原罪主教座堂）是19世紀後期建成的哥德式聖堂及天主教香港教區的主教座堂，位於堅道16號。
主教座堂前身是位於砵典乍街和威靈頓街交界的聖堂，於1843年落成。聖堂於1858年擴建，然而一場火災於1859年將聖堂焚燬。1860年，由於教會希望進一步擴充，於是原地重建聖堂。1860年重建的聖堂於1886年拆卸。現時位於堅道的聖堂於1883年進行動工儀式和開始建造。聖堂以磚和石建成，由位於倫敦的柯利和漢森公司（Messrs. Crawley, Hanson and Company）設計。1888年12月8日（聖母無染原罪瞻禮），聖堂啟用；神職人員於前一天在堂內舉行首次彌撒。恩理覺主教、高若瑟主教和祝福主教於1938年將聖堂祝聖。它在香港保衞戰中遭受破壞。隨後的日佔時期期間，這座聖堂跟其他宗教建築相比下並沒有受到很多破壞。香港宗座代牧區於1946年升為教區，聖堂變成主教座堂。主教座堂在2002年完成翻新工程。香港古物諮詢委員會於2010年將它評為一級歷史建築。
主教座堂外有一個供舉辦不同活動之用的廣場，正門上方有有一尊手握十字架的耶穌像。座堂內現時有一個主祭台、尖塔、聖體小堂、福傳小堂、中華殉道聖人小堂和亡者小堂等設施。香港天主教教會的首任宗座監牧、3位宗座代牧及4位教區主教在座堂內安葬，教宗若望·保祿二世的聖髑於福傳小堂存放。另外，主祭台和中華殉道聖人小堂亦分別安放了一些聖人的聖髑。

## 歷史

### 第一代聖堂（1843年至1859年）
清政府跟英國在第一次鴉片戰爭過後簽訂《南京條約》，香港島成為英方的殖民地。香港成為了傳教士前往中國之前作中途停留的地方。天主教會於1841年成立香港宗座監牧區，若瑟神父成為首任宗座監牧。不久，若瑟神父開始計劃在香港建造一座新的永久聖堂。
香港行政官於1842年同意將一些土地用作興建聖堂。這座新的聖堂位於砵典乍街和威靈頓街交界，1842年6月7日由副監牧陸懷仁（Michael Navarro）神父奠基。若瑟神父於同年8月5日去世。聖堂於1843年落成，同年6月11日祝聖。這座內部長112呎、寬48呎的聖堂是以磚頭建造，屋頂以木材製造。大門上有一個代表教宗身份的標誌。聖堂可以容納1000人。內部的牆壁呈白色，天花為淺藍色，地板則以花崗岩和木板鋪蓋。聖堂亦有20條科林斯柱式的石柱。它有兩個鐘樓，每個鐘樓各有一個鐘。若瑟神父之墓位於信徒進入聖堂的地方。整座聖堂需9000元興建。堂區的教友在隨後的幾年開始增加，其中一個原因是因為鄰近的澳門開始有居民移居香港。作為葡萄牙殖民地的澳門當時正逐漸衰落，住在澳門的人為了尋求在事業上更上一層樓而選擇來到香港這個繁榮的殖民地。
香港政府於1851年同意讓教會擴建聖堂而勾出一塊位於聖堂後面的土地供教會開展擴建工程，這項工程有助香港天主教會服務更多人。聖堂於1858年至1859年期間進行擴建，工程將聖堂前後方加大面積、重建一個祭台及加建小聖堂。然而，於1859年發生的火災將整座即將完成重建的聖堂燒燬。這種情況並不罕見，因為這個正在發展的殖民地經常發生火災。

### 第二代聖堂（1860年至1886年）
高雷門神父到達馬尼拉籌集重建聖堂的經費，結果來自菲律賓的善款有6000元。教宗庇護九世和羅馬教廷傳信部也捐出約1400元。歐洲和美洲的士兵、公司和紳士也有捐款。聖堂於1860年3月在原地重建，正面有兩個一樣的尖塔。聖堂內同時有5個祭台，其中3個祭台以大理石製造。這3個祭台中有兩個分別是由J·J·布拉加（J.J. Braga）和未來的意大利國王維托里奧·埃馬努埃萊二世捐給香港。這座聖堂於1872年聖誕節當天焚燬。聖堂差點於6年後要重新興建。聖堂鄰近的樓宇發生火災，火勢蔓延到聖堂，但它在法國外交人員協助下得以保留。當時香港的蓬勃發展令聖堂所在的維多利亞港海濱區域變得擠擁，因此神職人員認為聖堂是有必要進行擴充。另外神職人員不認為聖堂周邊範圍內應該有性交易場所。新聖堂計劃在香港動植物公園附近的堅道興建。聖堂後來於1885年11月易手，但香港宗座監牧區失去其業權後還可以在搬遷到新聖堂前繼續在那裡舉行不同活動。聖堂於翌年拆卸。

### 第三代聖堂（1888年至今）

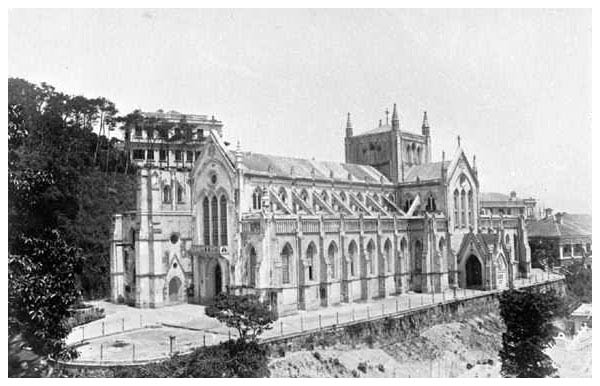
1897年的聖堂。

新聖堂於1881年12月8日進行奠基禮。兩年後的同一天，聖堂奠基石在香港宗座代牧高雷門主教在場下放到適合的位置上。聖堂坐落於己連拿利谷的堅道。位於倫敦的柯利和漢森公司獲聘請負責設計聖堂，相關建造工程於1888年完工。外界於同年12月7日（聖母無染原罪瞻禮前夕）可以進入聖堂，翌日由布（Charles Arsène Bourdon）主教主持啟用禮。當這座聖堂啟用的時候，聖堂內外部還沒有完工。這次建造工程使用了12萬港元。3個原本位於第二代聖堂的祭台和若瑟神父的屍骨亦搬到新聖堂。聖堂前面有一座鐘樓，高雷門主教於1889年將其祝聖。聖堂在啟用後50年當天（1938年12月8日）進行祝聖禮。祝聖禮由3名主教主持，分別是祝福主教、香港宗座代牧恩理覺主教和澳門教區主教高若瑟主教。他們同時亦將聖堂內3個祭台祝聖。
聖堂在第二次世界大戰期間受損。當時正值香港保衛戰，一顆日本的炮彈在1941年的聖堂啟用周年紀念日當天擊斷了聖堂的一條石柱。然而一份100年前的法令讓這座聖堂在這次戰爭中相對安然無恙地保存下來。天主教會1841年在香港成立宗座監牧區。時任教宗庇護九世指出香港雖然是英國的殖民地，但是香港宗座監牧區仍由意大利的主教管理。因此日本方面將聖堂視作意大利王國主權的一部分，而意大利王國一方並沒有參戰。亦因如此，日軍掠奪這座聖堂的時候並沒有好像其他教堂一樣那麼厲害。聖堂的檔案室亦保存得比其他香港的教堂為好，特里·威爾特舍（Trea Wiltshire）形容聖堂的檔案室是「相對上毫髮無損」。
香港宗座代牧區於1946年升格為教區。聖堂因而升格為主教座堂。翌年，鐘樓拆除。該位置變成高主教書院。
主教座堂之後進行了一系列的翻新工程。原先以木造的屋頂因為受到白蟻侵蝕而於1952年變為混凝土造。梵蒂岡第二屆大公會議完結後，聖所於1969年重新佈局。主祭台於移動到主教座堂的十字形交界處。空氣調節系統於1988年安裝，屋頂亦於同年進行修復工程。
座堂屋頂後來出現滲漏，天主教香港教區於是在1997年起為座堂進行保育計劃。這個計劃包括將屋頂修復、將牆壁和裝有無原罪聖母像的壁龕重刷。除此之外，教區亦更換主教座堂的地磚、增強照明及音響系統和在用作奉獻中華殉道聖人的苦難小堂（現稱中華殉道聖人小堂）安裝新的彩繪玻璃窗。整個耗資110萬美元的保育計劃於2002年12月8日完成。由於這個計劃成功將主教座堂內的文化遺產保存，聯合國教科文組織宣佈該座堂獲得2003年度亞太區文物古蹟保護獎榮譽獎。相關獎項於同年的主教座堂落成日頒發。
聖母無原罪主教座堂每兩年會在巡迴法庭開啟典禮（現稱法律年度開啟典禮）開始前為香港司法機構舉行法律年度開啟禮儀。如果主教座堂在某一年舉行該禮儀後，香港聖公會的聖約翰座堂會於下一年成為舉行地。然而天主教香港教區在花園道聖若瑟堂舉行2012年、2014年、2016年和2018年的禮儀。

## 建築

### 外部

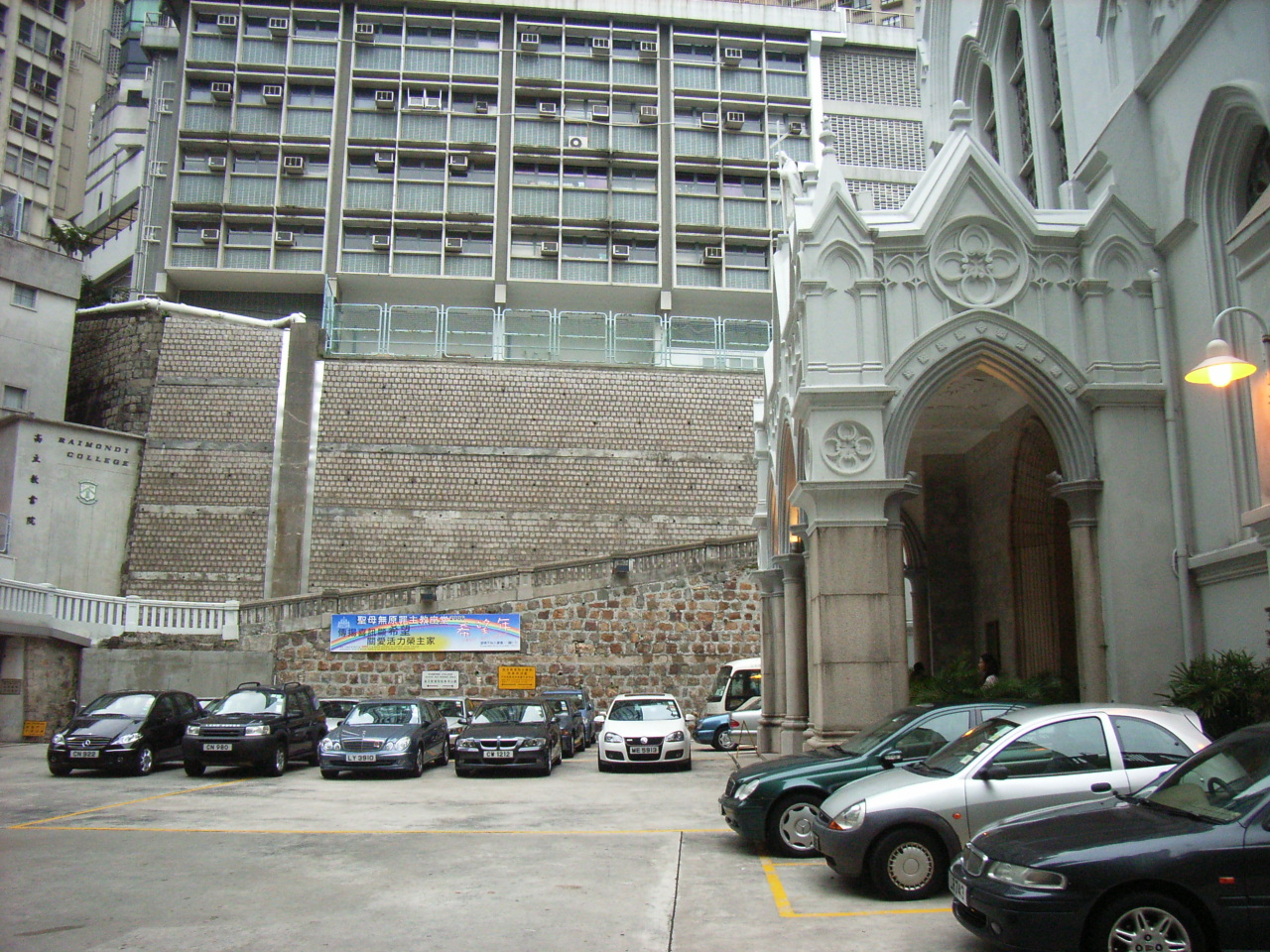
主教座堂外的廣場。

這座以哥德式興建的主教座堂是呈十字架形狀。然而因為地勢因素，聖堂所呈現的十字架形狀並不對稱。主教座堂的牆身以磚和石頭建造，而底座和柱則由花崗岩製成。座堂長82米、寬40米、高23.7米。如果將位於聖堂中央的塔納入計算，聖堂會變成33.7米高。
座堂前面有一個廣場，用作舉辦不同活動。如果當天是主日，廣場會供駕車的信徒停泊車輛。
信徒進入座堂之前會經過一個門廊。門廊上方有3個尖拱，正中的那個拱上有一尊手握十字架的耶穌像。3個尖拱之下另有3個拱，其中左右兩邊的均為尖拱，中間的一個形狀幾乎圓形。耶穌像的後方是門樓。門樓上有一個意為「萬福瑪利亞」的「AM」字母，字母上方為一個皇冠裝置。皇冠裝置的上方便是門樓的頂部，頂部有一個十字架。座堂右邊以前有一條可以步行前往堅道的門廊，該門廊於1970年代拆除後演變為亡者小堂後的一道門。
主教座堂外有一座露德山洞，內有一尊露德聖母像。山洞於1981年12月6日揭幕，而聖母像亦於同一天祝聖。

### 內部
主教座堂內有不同設施，包括有主祭台和4個小堂等；另外，座堂內有39個塑像或圖像。此外，主教座堂內亦有14處苦路，描述耶穌由被判處死刑到被埋葬的情形。教宗若望·保祿二世之聖髑亦在此存放。
座堂內有一座來自威靈頓街聖堂、於1969年放置的聖洗池。祭衣房外的地面有一塊石碑，碑下為若瑟神父的遺骨。石碑上的文字記述若瑟神父的事跡，文字均以拉丁文所寫。祭衣房內展示了1858年後各香港天主教教會的宗座代牧、宗座監牧和主教遺照。

#### 主祭台及尖塔

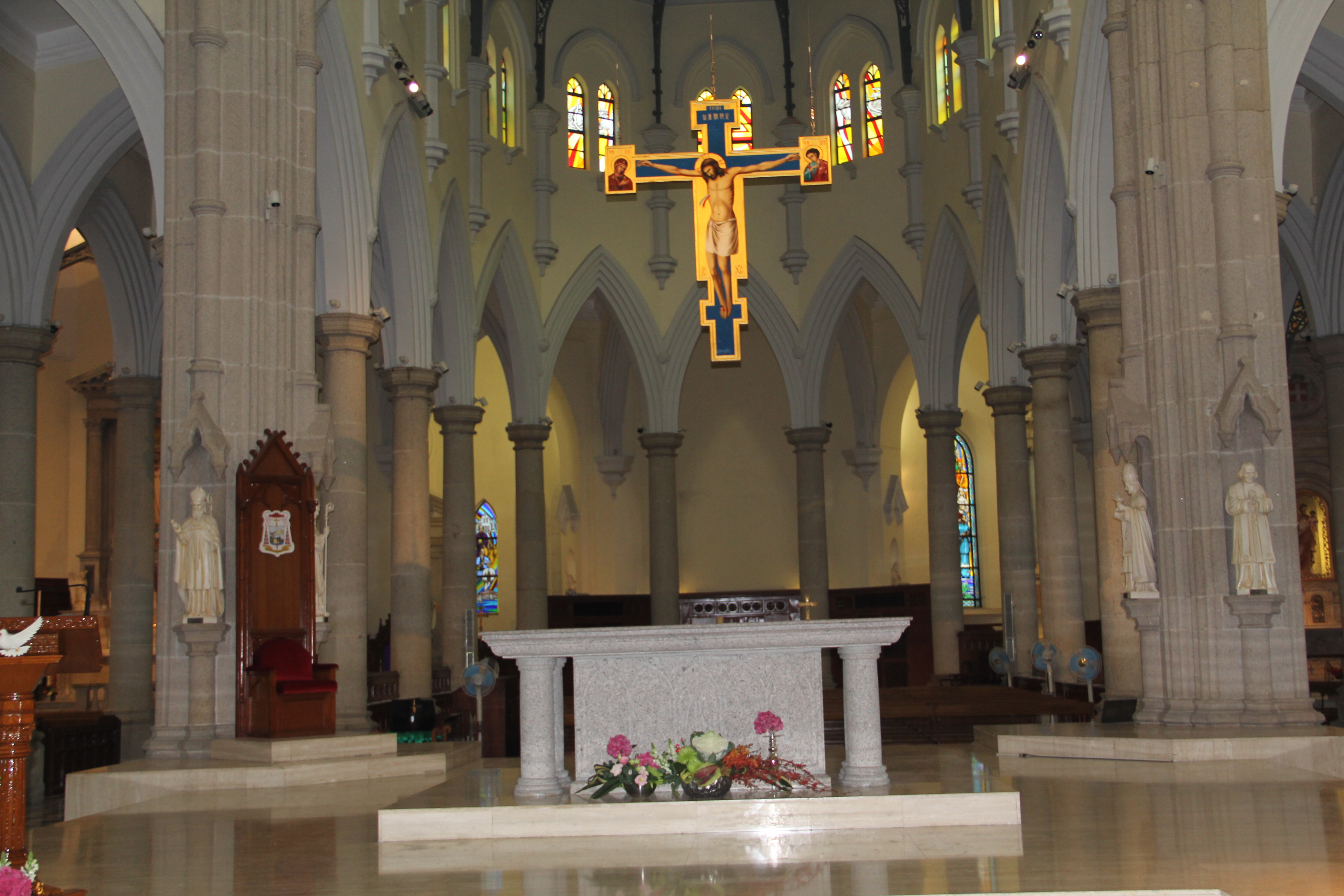
主教座堂的主祭台，上方有一個十字架。

主祭台於1969年遷移到主教座堂中央處，台上設有主教座位。祭台下方的大理石板裡有10位聖人的聖髑。上方有一個懸空十字架。十字架正面有耶穌、聖母瑪利亞和聖若望的圖案，背面則有耶穌、十二宗徒、聖趙榮和聖袁在德的圖案。
主祭台上方有一個以4條10米高的石柱頂着的尖塔。塔頂有8扇窗，塔底有一些星形圖案。該尖塔於1950年代建成，它原本是一個圓頂。這個尖塔被指令聖堂變得不美觀。

#### 聖體小堂
聖體小堂（原稱聖心小堂）內由大理石製成的祭台原先是第一代聖堂的主祭台，祭台上有一個耶穌聖心像。這個小堂是主教座堂內一個放置聖體櫃的地方，用作存放聖體和敬拜聖體。
小堂側有4扇於1923年設計及安裝的彩繪玻璃窗。這些玻璃窗分別繪有聖加大利納、聖巴斯卦、耶穌與聖若望在最後的晚餐的情形和耶穌在瑪利亞瑪達肋納面前顯現的情況。

#### 福傳小堂
福傳小堂奉獻給方濟各會會士聖安多尼，這個小堂以前稱為聖安多尼小堂。小堂的側牆跟祭衣房一樣，展示了這些宗座代牧、宗座監牧和主教的遺照。此外，小堂內有一個地下墓穴及存有教宗若望·保祿二世之聖髑。
小堂內有兩扇彩繪玻璃窗。其中一扇繪有恩理覺主教、徐誠斌主教、胡振中樞機和力理得神父，另外一扇則有若瑟神父、高雷門主教、梁子馨神父和譚加辣修女。這些玻璃窗於2007年新增。
祭台上有一尊由全體香港天主教學校的女學生於1954年贈予主教座堂的木刻無原罪聖母像。聖母像上有一頂金色的皇冠，由時任香港教區主教白英奇於同年為其加冕。此尊聖母像於2008年才搬到福傳小堂，聖母像原先位於聖堂後方一個現時已不復存在的壁龕內。小堂內有一尊用手捧着小耶穌的聖安多尼像。
2009年，香港教區在福傳小堂裡興建了一個地下墓穴。墓穴裡放有高雷門主教、和主教及師多敏主教3位宗座代牧以及4位教區主教（恩理覺、白英奇、徐誠斌和李宏基）的遺骨。其中白英奇主教及和主教早年下葬於意大利，香港教區為此而向意大利一個教區申請相關事宜，最後獲批將兩人骨灰送回香港，另於2015下葬。
這個墓穴的設計靈感來自傳統中式家庭住宅的佈局。陳日君樞機表示墓穴之建成「可以令後世了解前人教導」。由於主教座堂是一級歷史建築，這項建造工程需要向屋宇署申請。

正存放於主教座堂的教宗若望·保祿二世聖髑

香港教區於2011年向羅馬教廷申請獲取已故教宗若望·保祿二世的聖髑。申請後來於同年獲批，主教座堂獲准永久安放聖髑。同年11月，羅馬教廷將若望·保祿二世的12根頭髮送到香港。教區先前要求獲得若望·保祿二世的聖髑是因為教區方面認為這樣可以象徵式地實現他到訪中國的夢想。若望·保祿二世多次表示希望踏足中國，但並沒有機會到訪。香港成為了中國第一個，亦是亞洲第一個安放若望·保祿二世聖髑的城市。時任香港教區主教湯漢希望中國大陸的信徒可以來到香港瞻仰他的聖髑。

#### 中華殉道聖人小堂
中華殉道聖人小堂先前稱為苦難小堂。小堂內的祭台由來自葡萄牙的教友J·J·布拉加（J.J. Braga）捐贈。這個小堂用作奉獻給中華殉道聖人，這些聖人為了仿效耶穌拯救世人而犧牲自己。由於這個小堂的主題跟各前述聖人的行為最相似，它在4個小堂裡用作奉獻上述聖人。小堂內有兩扇於2001年新增的彩繪玻璃窗，一共繪有13名人士。祭台右邊的玻璃窗繪有聖趙榮神父、聖徐德新主教、聖張大鵬、聖吳國盛、聖郭西德神父、聖嘉納修女和聖王安納7位中華殉道聖人，而左邊的則繪有利瑪竇神父、徐光啟、雷永明神父、真福雅松大修女、田耕莘樞機和聖福若瑟神父6人。此小堂的祭台上有一尊背着十字架的耶穌像和一尊擁抱耶穌屍體的聖母像。
除此之外，15位聖人和一位真福的聖髑亦放在這個小堂裡面。

#### 亡者小堂
亡者小堂（前稱聖若瑟小堂）裡有一個祭台，未來的意大利國王維托里奧·埃馬努埃萊二世在一名居於香港的意大利貴族中間人約瑟夫·瑪利亞·薩拉（Joseph Maria Sala）協助下將這個祭台送給此聖堂。祭台上有薩伏依王朝王室盾徽。聖堂因這個具意大利背景的祭台而被視作意大利而非英國的資產，故它在整個香港日佔時期期間免受日方的破壞。
小堂側有4扇意大利造的彩繪玻璃窗，各窗子於1985年安裝，分別繪有聖瑪竇、聖馬爾谷、聖路加和聖若望4人。另外，祭台上有一尊正抱着小耶穌的聖若瑟像。

## 牧職人員
- 主任司鐸：陳志明神父
- 助理司鐸：李勇新神父、區加培神父、蔡楚峯神父
- 終身執事：譚詠強執事、李漢傑執事
- 牧職修女：艾詠聲修女

## 相冊

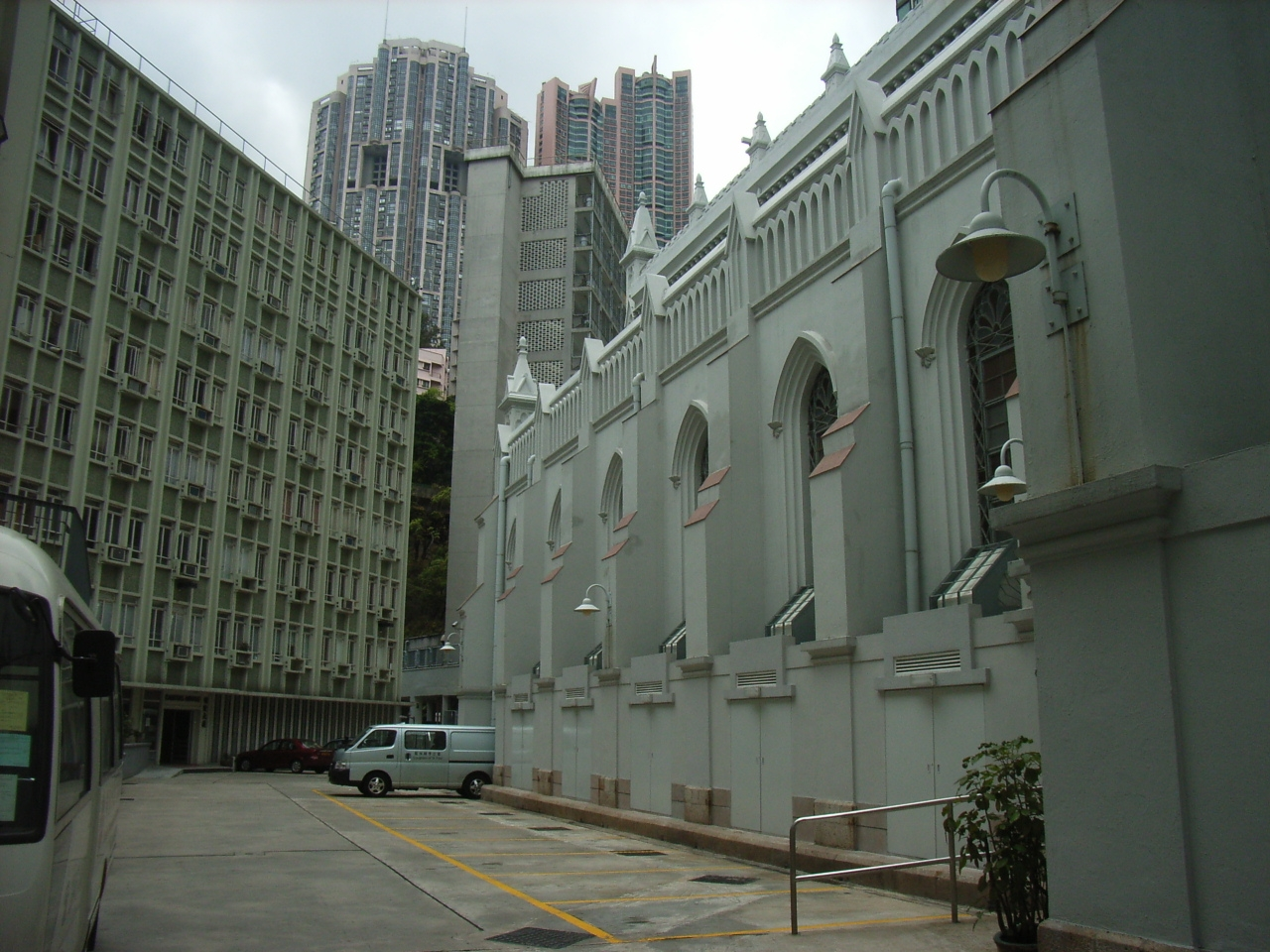
北面外貌
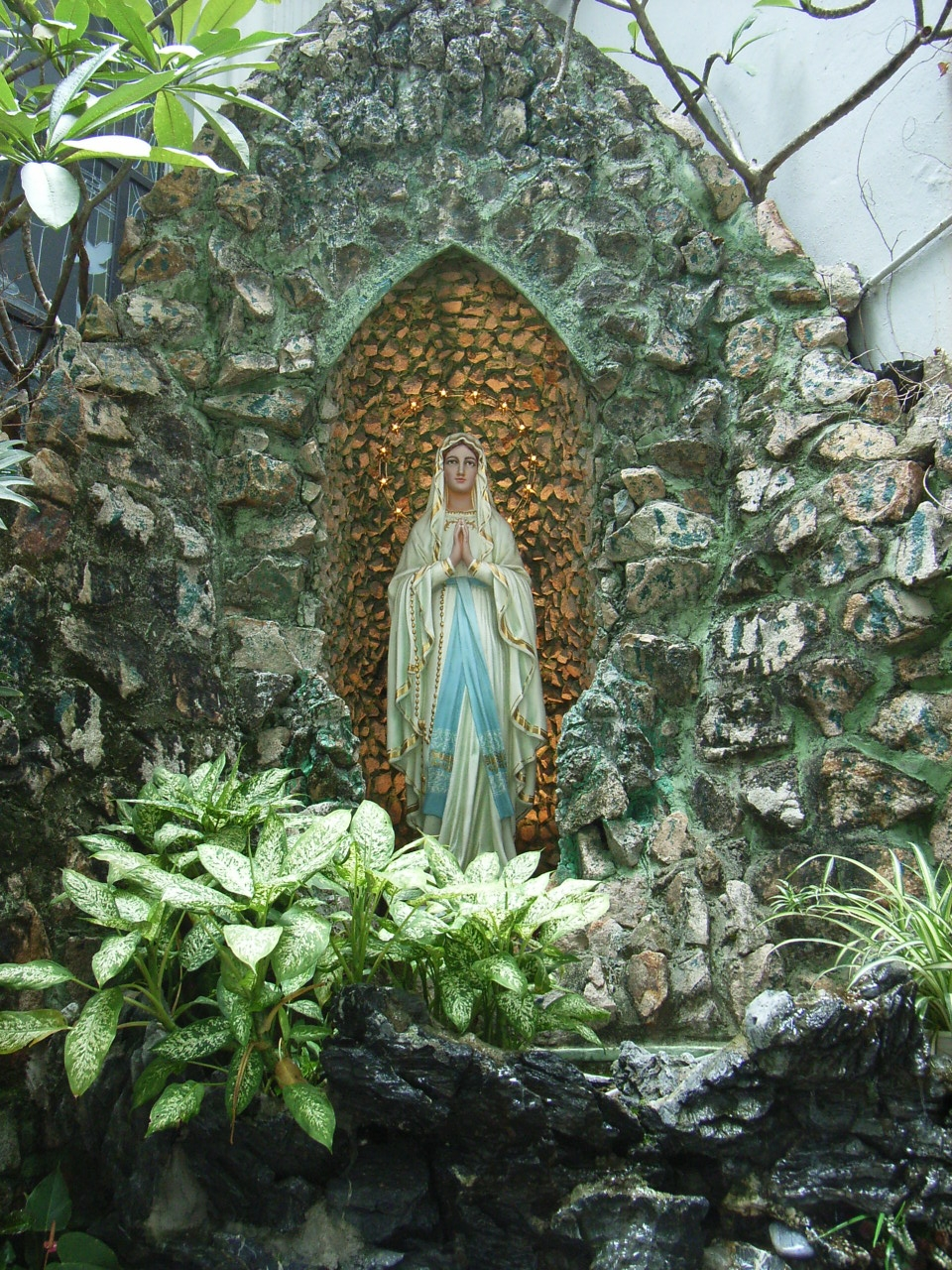
露德聖母像
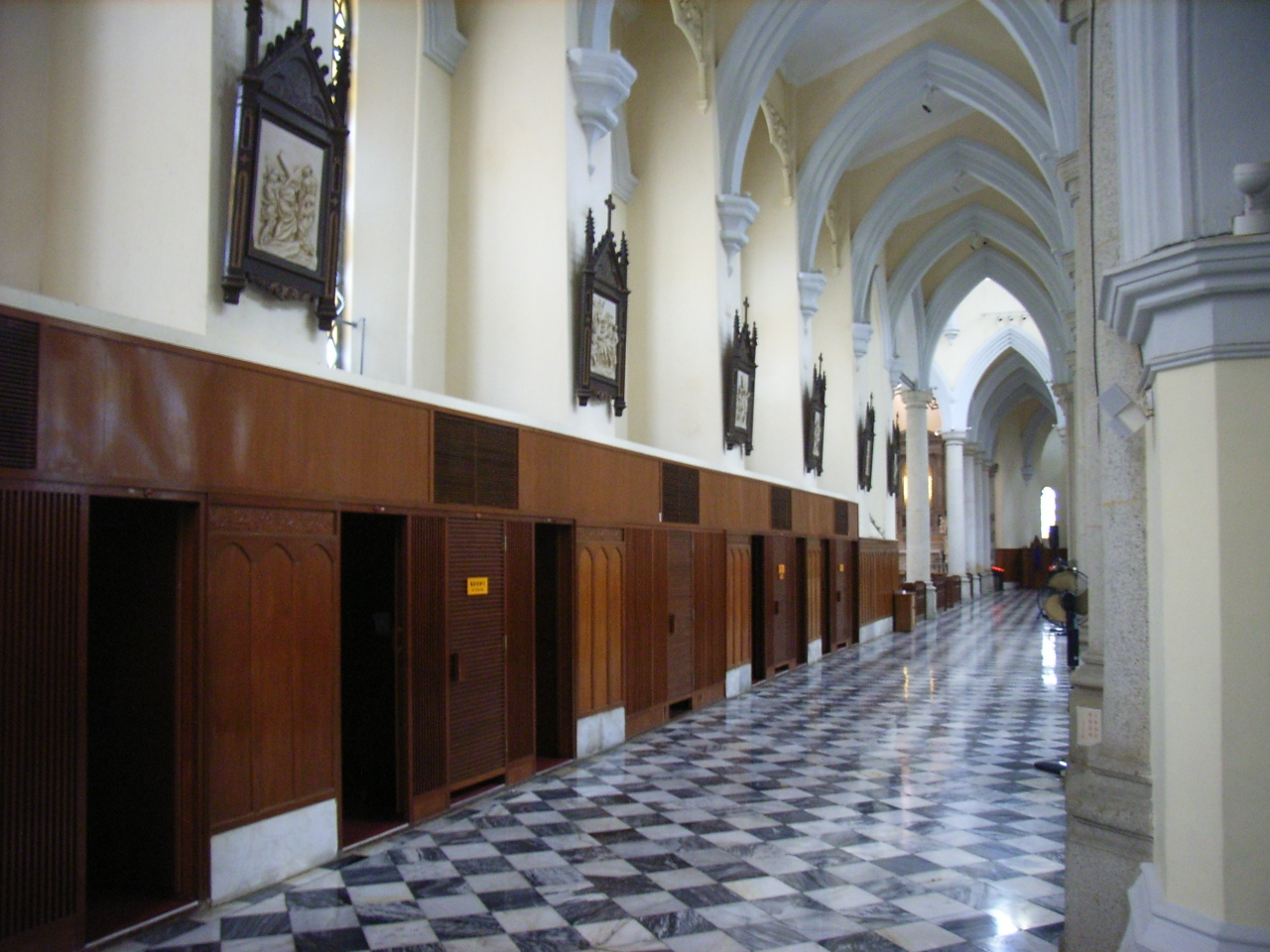
走廊
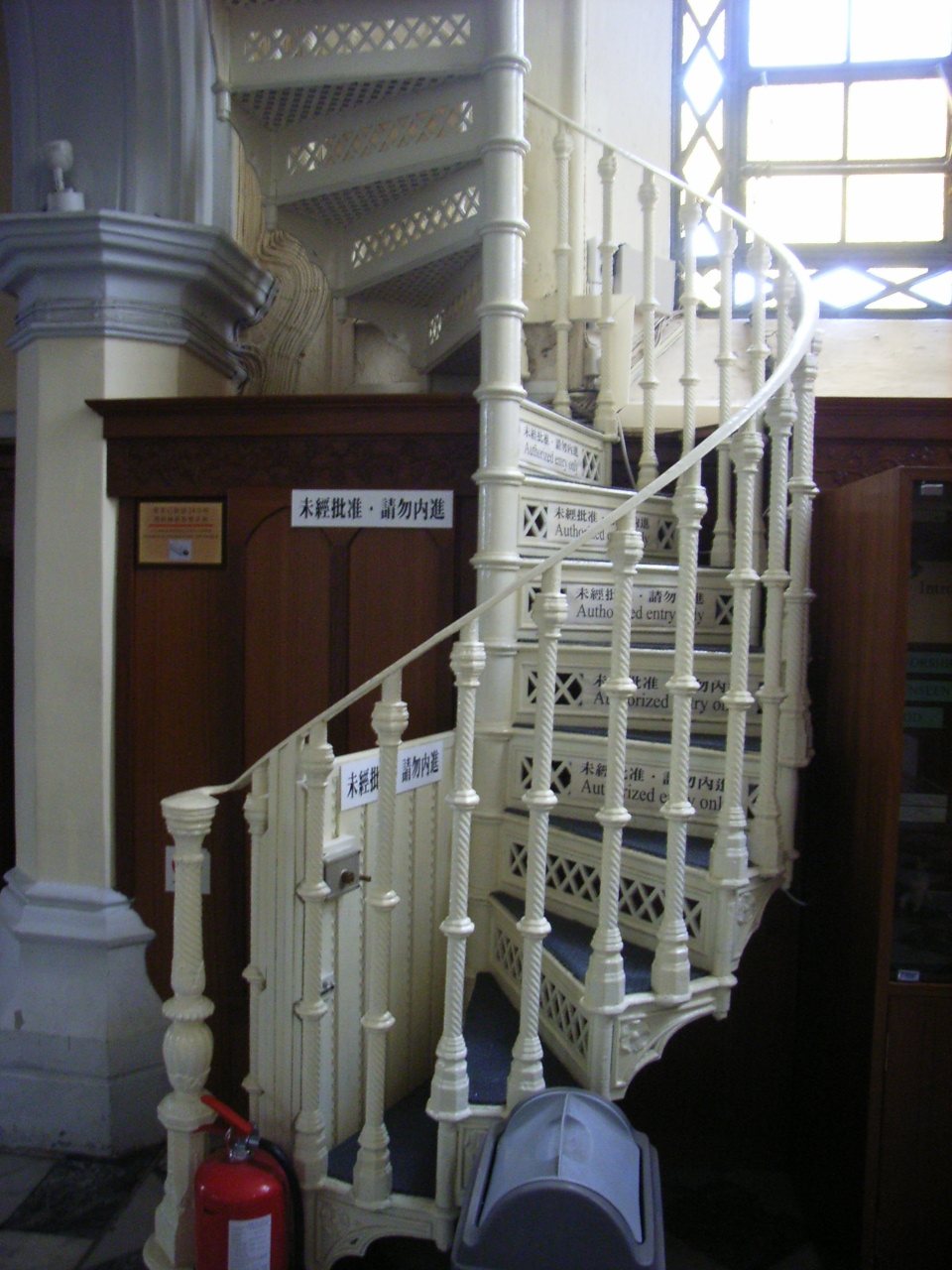
小梯
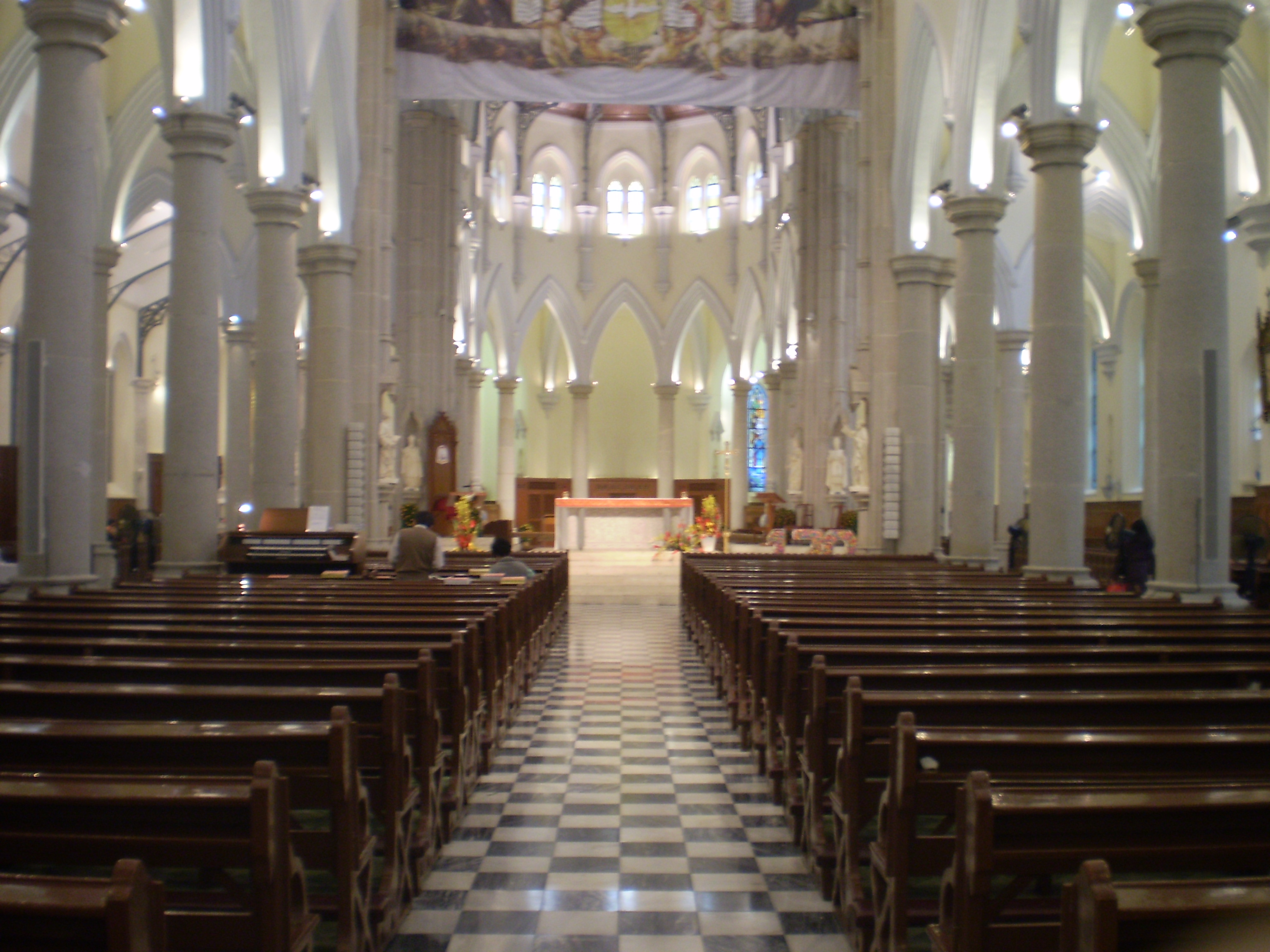
主祭台
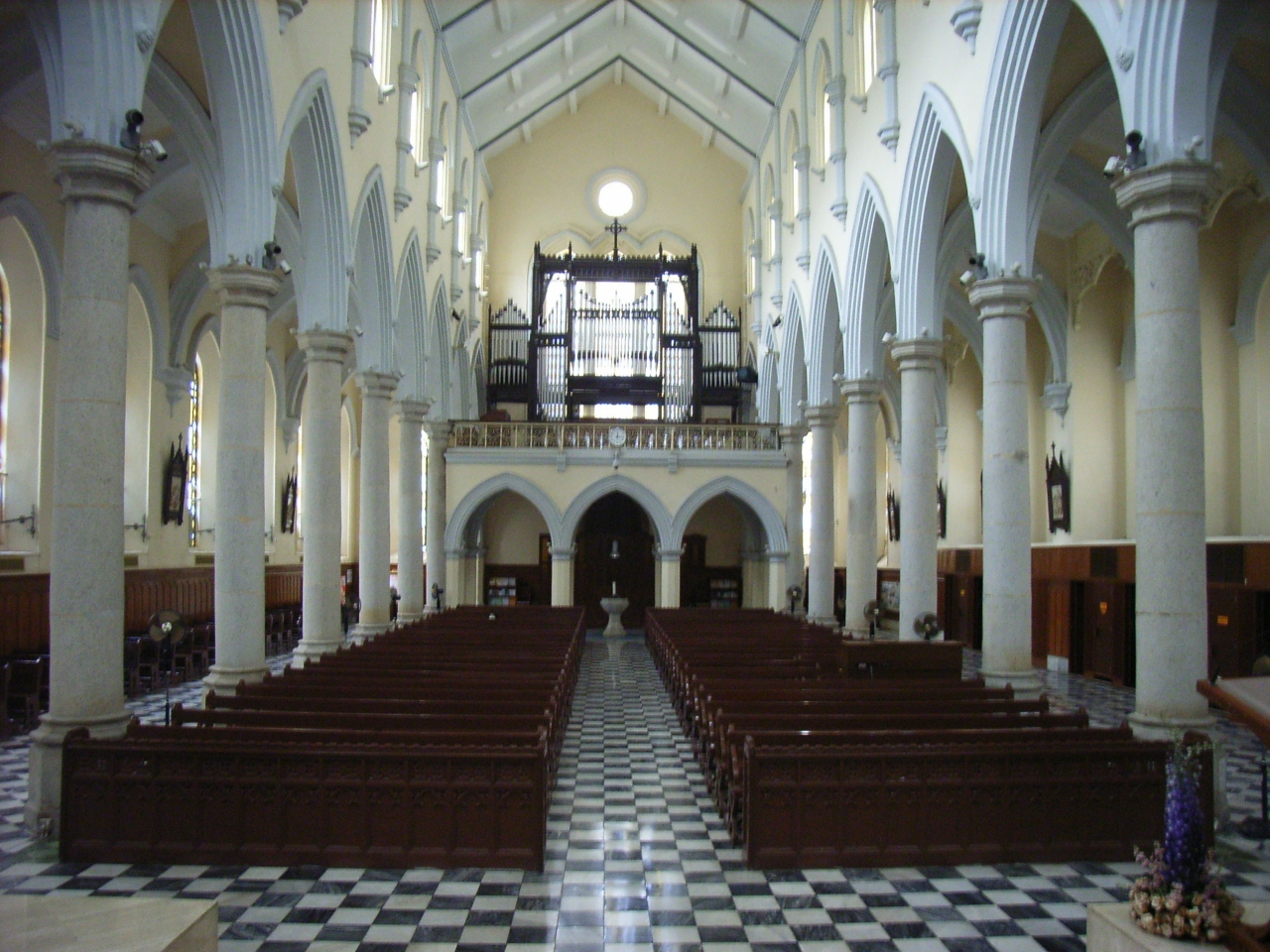
從大堂望向大門之景
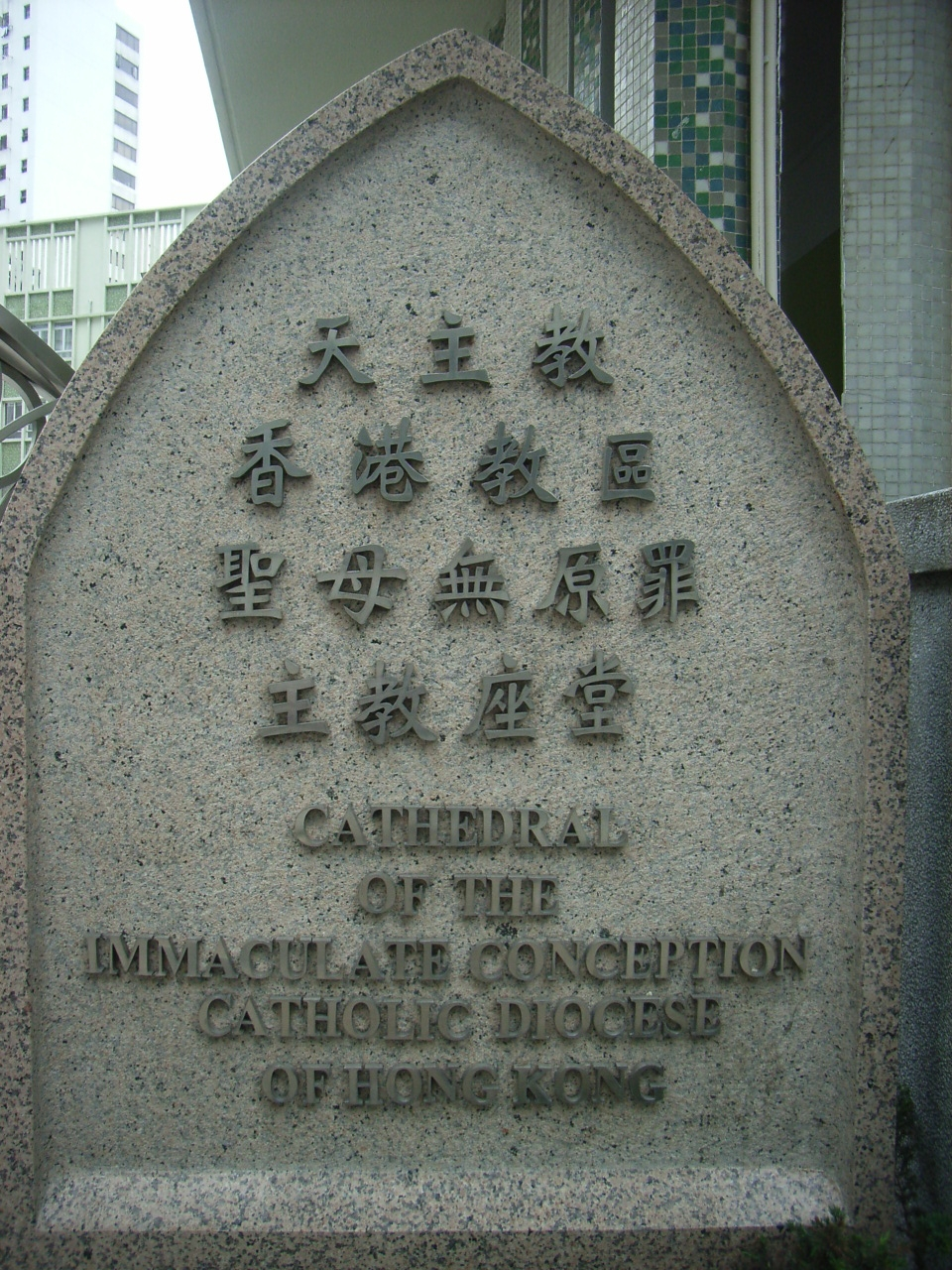
石碑
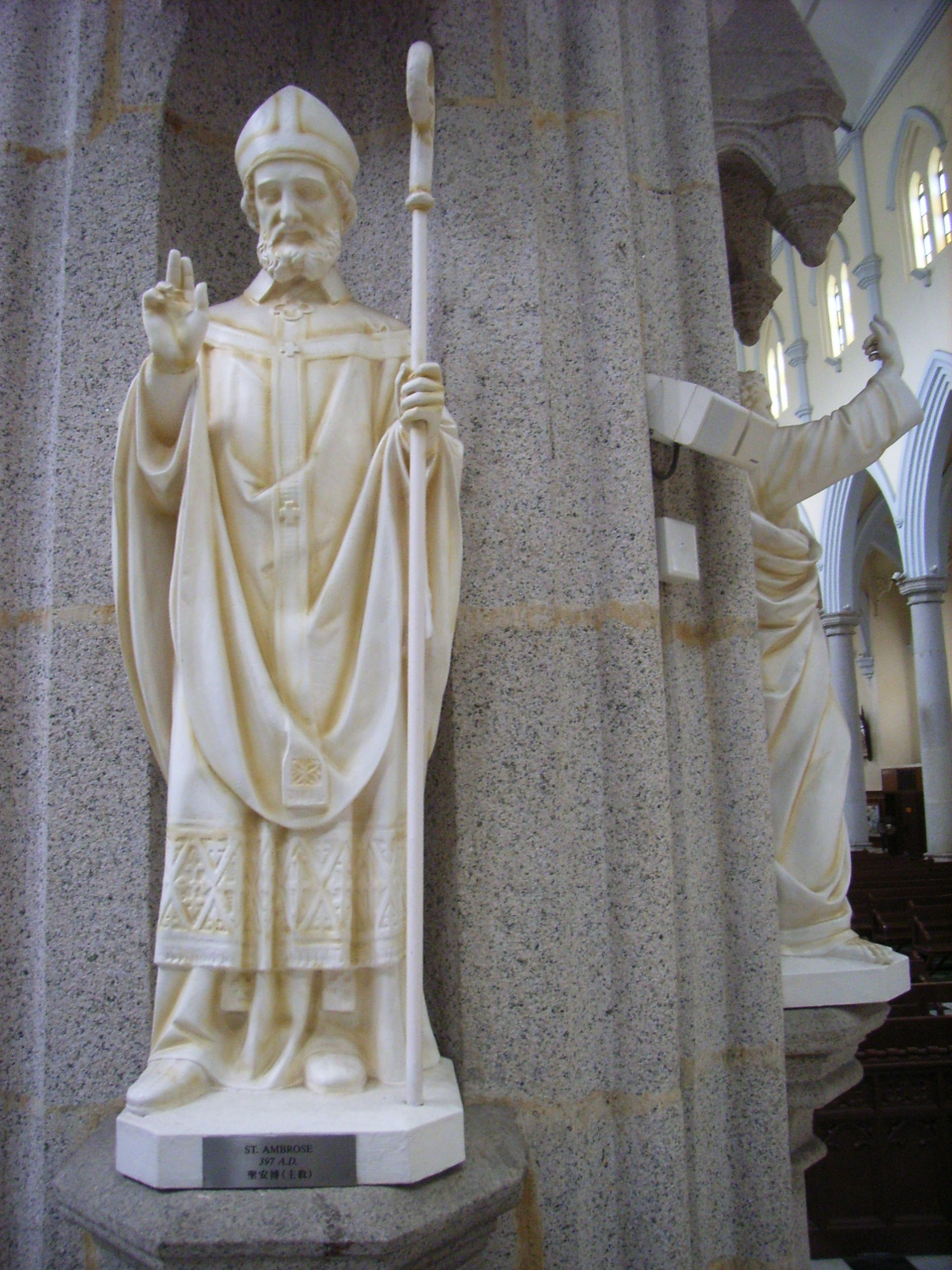
主教座堂內的聖人像
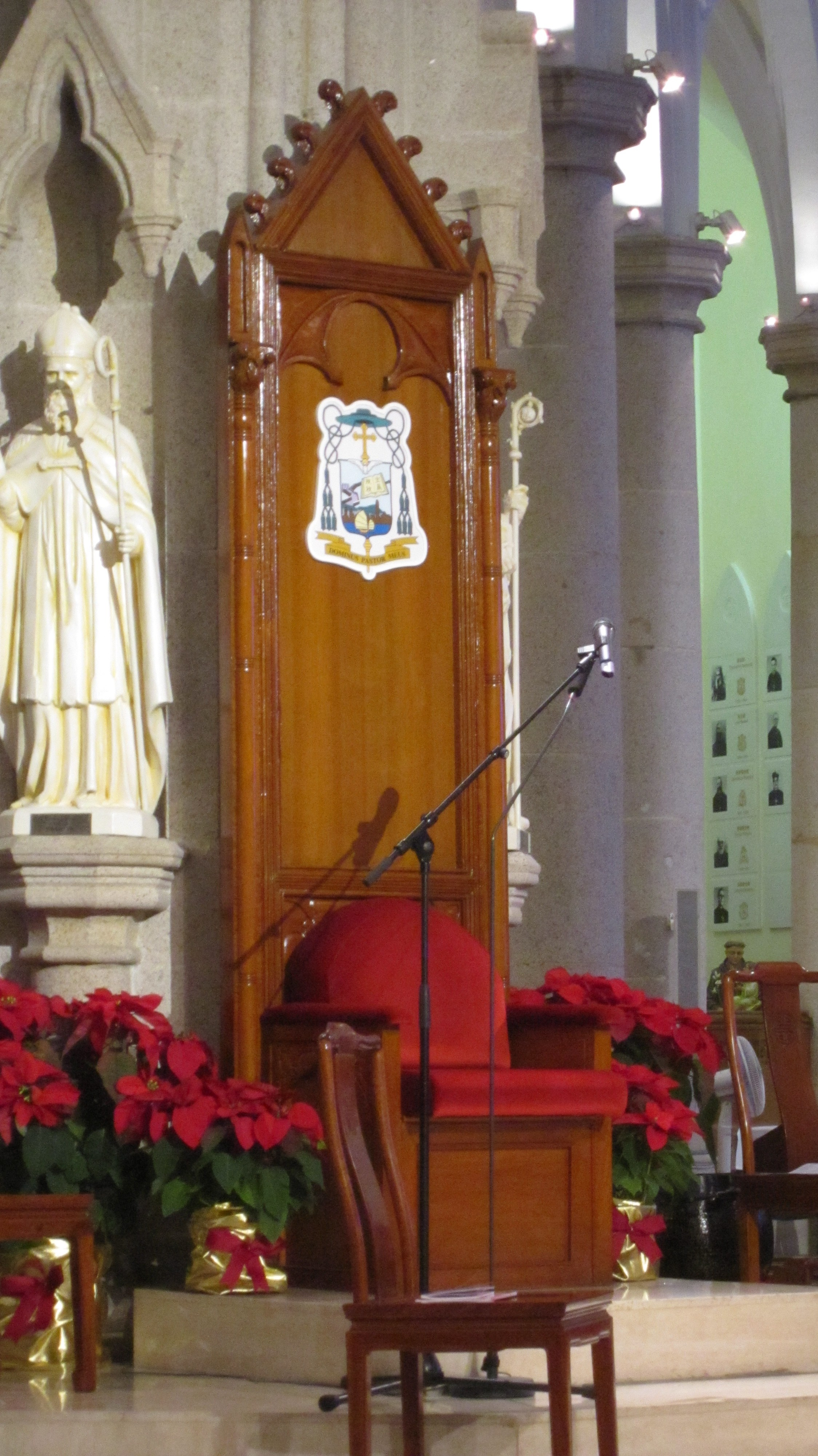
主教座位
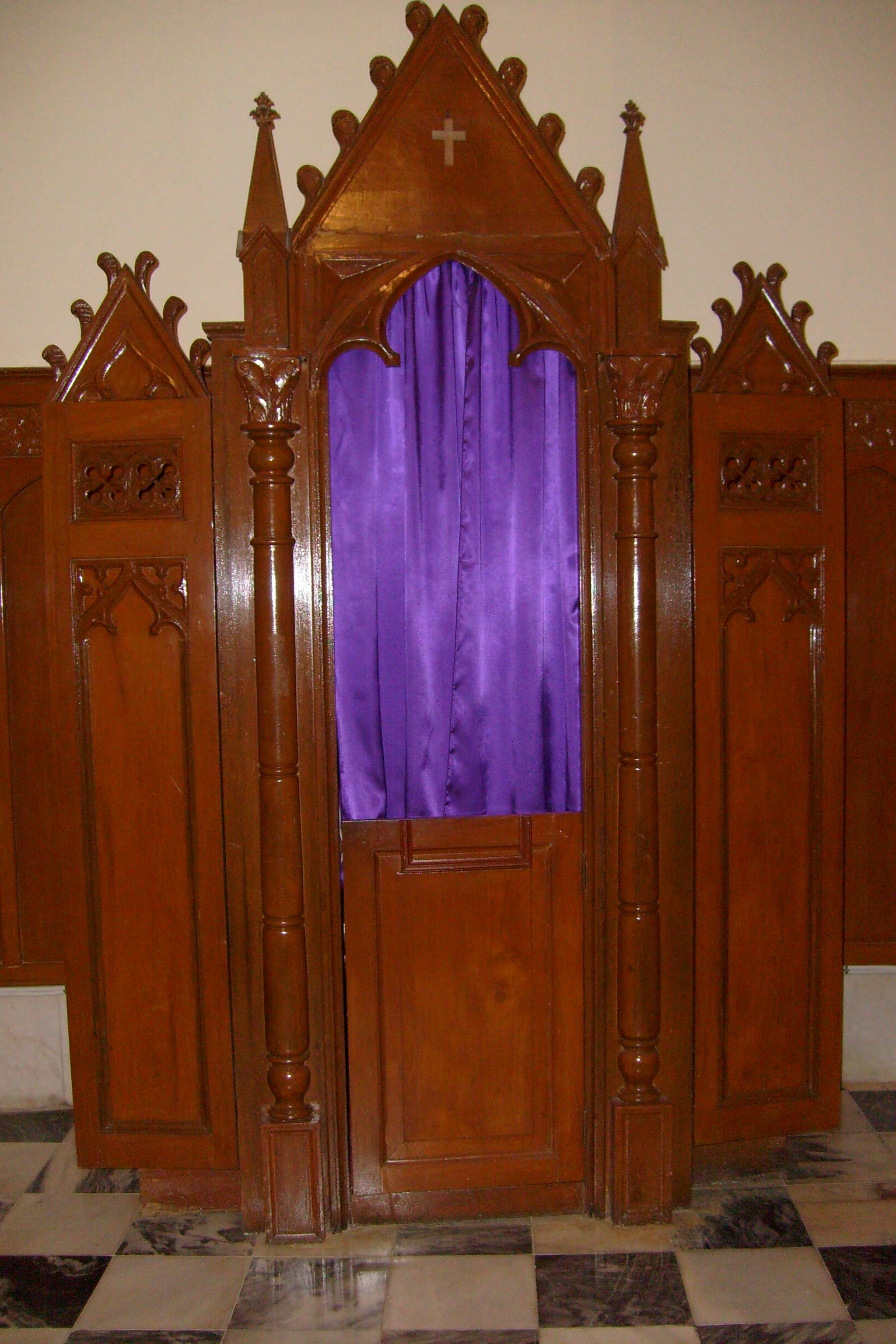
建於1952年的告解亭
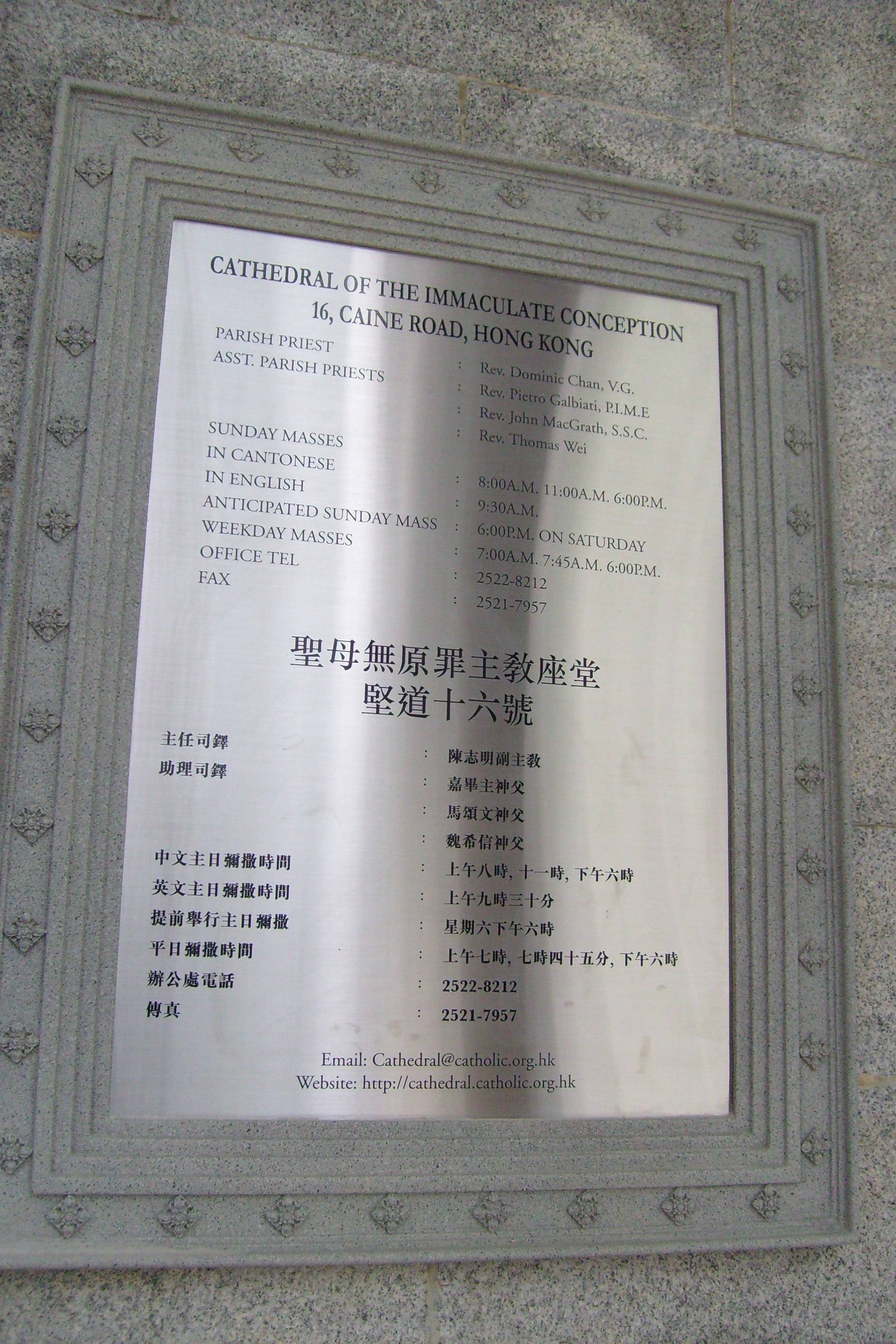
聖堂地址、負責人名單及通告
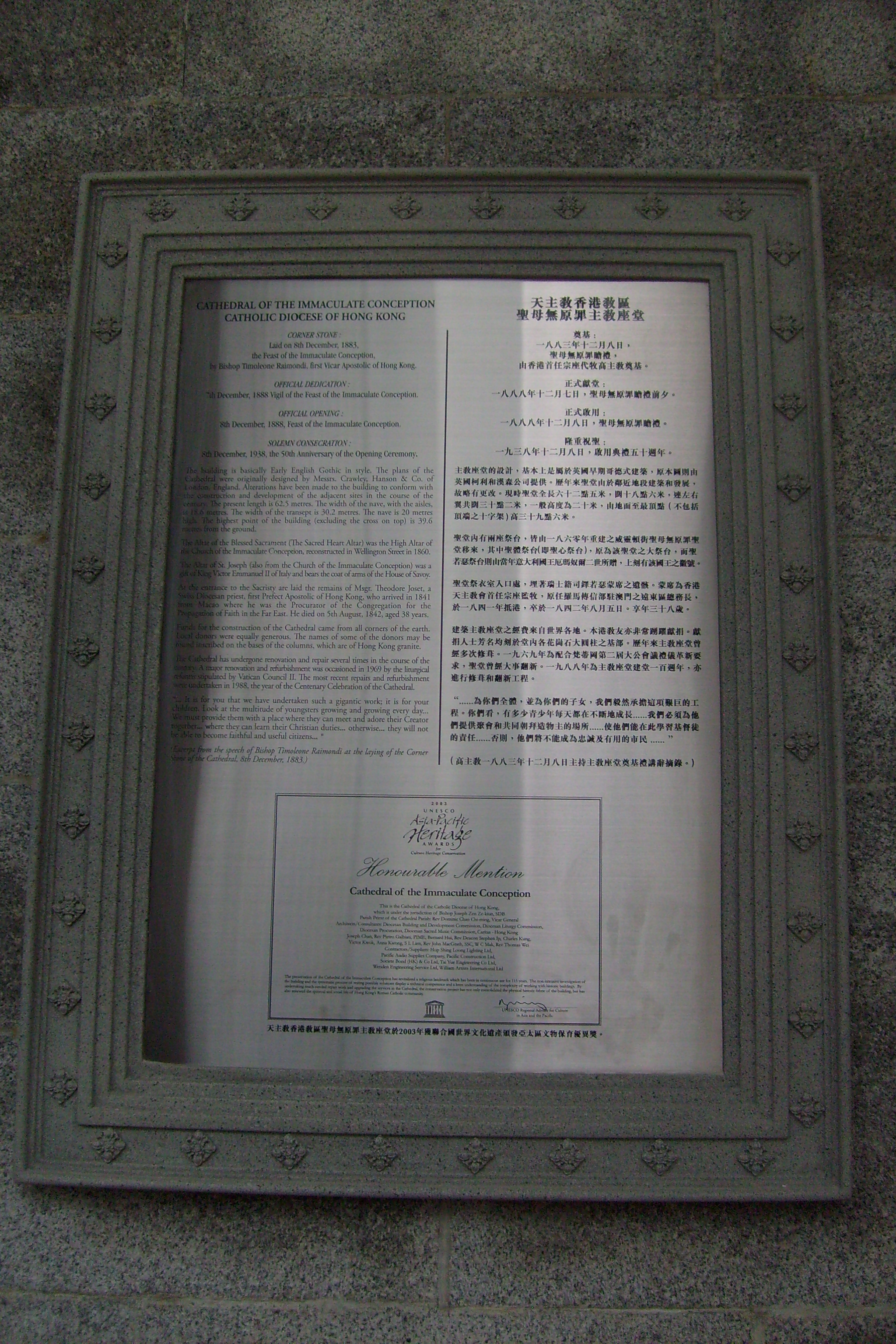
聖堂簡史
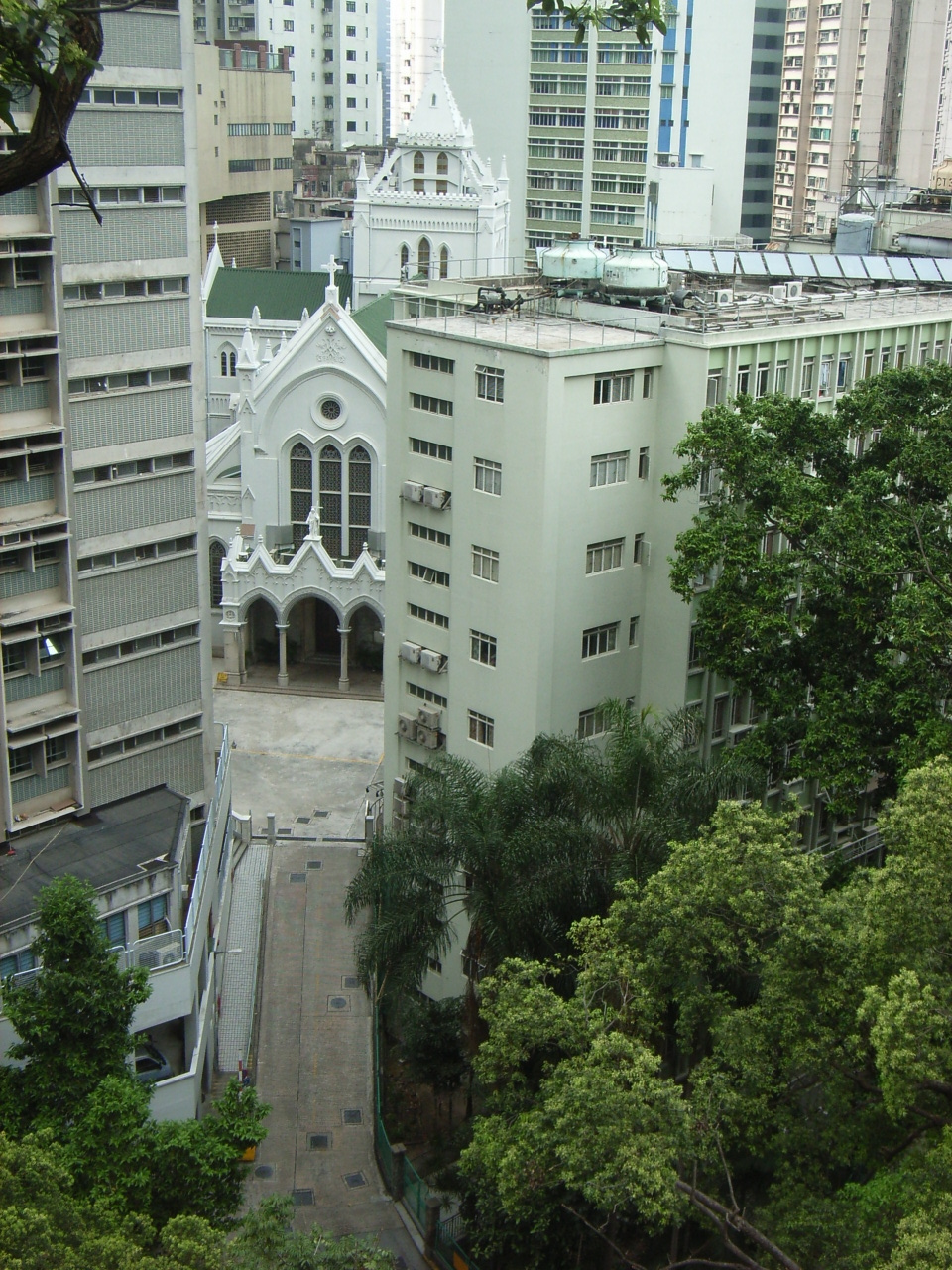
近己連拿利的正門通道
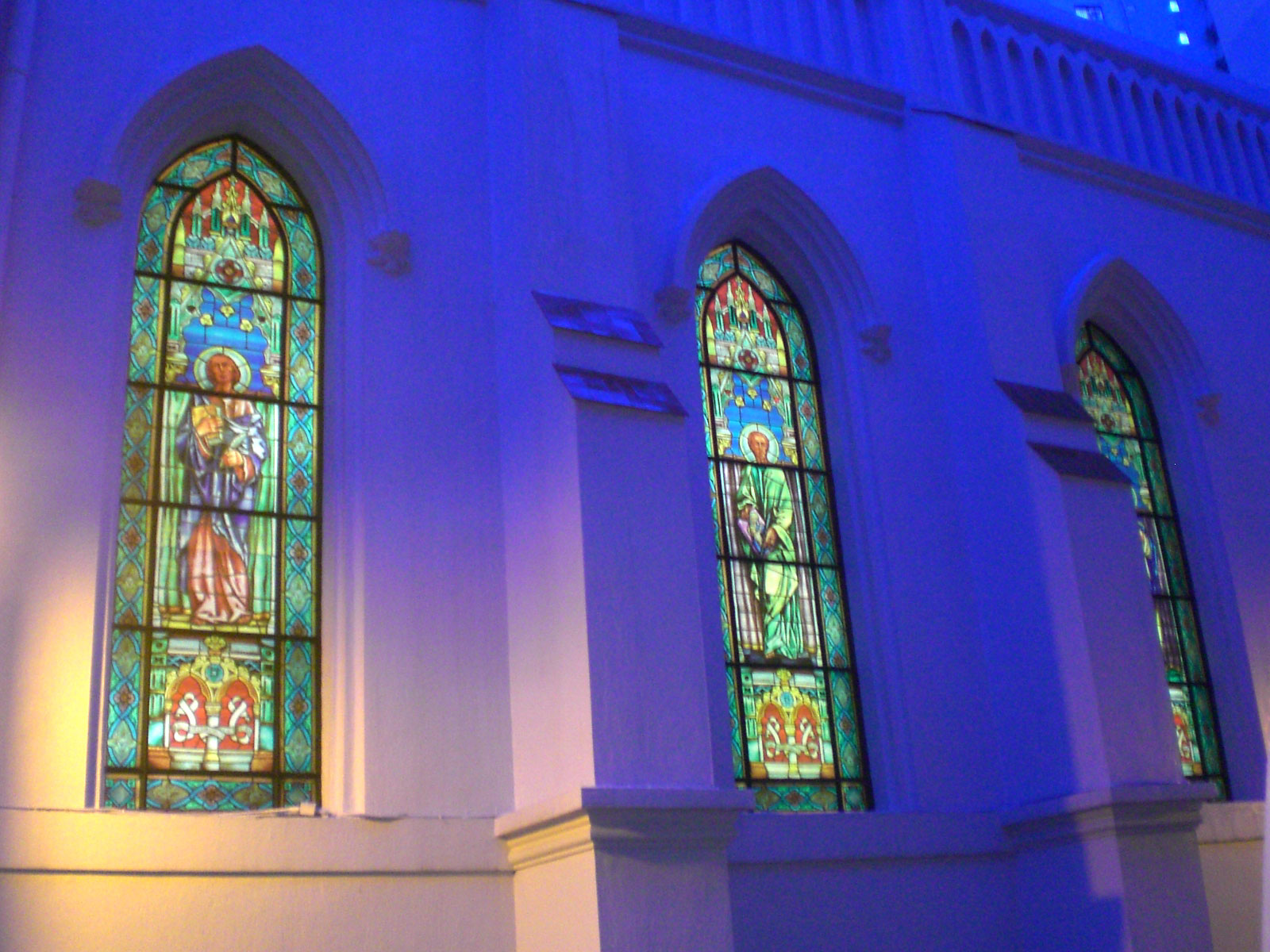
彩繪玻璃窗
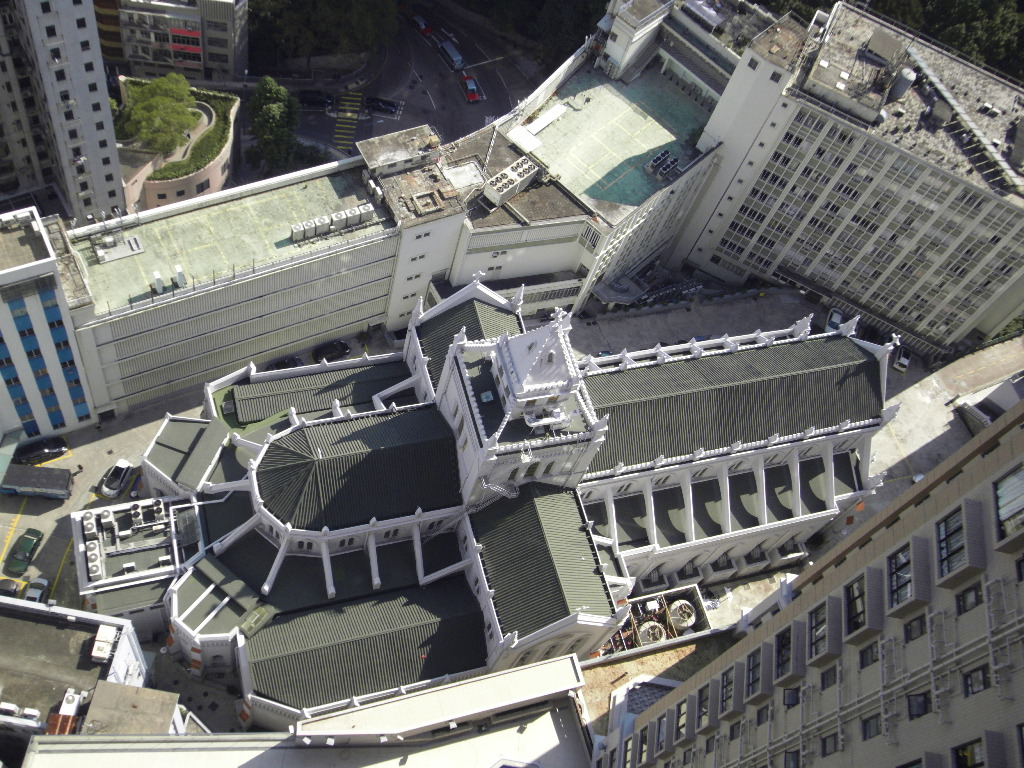
十字架形狀的座堂屋頂
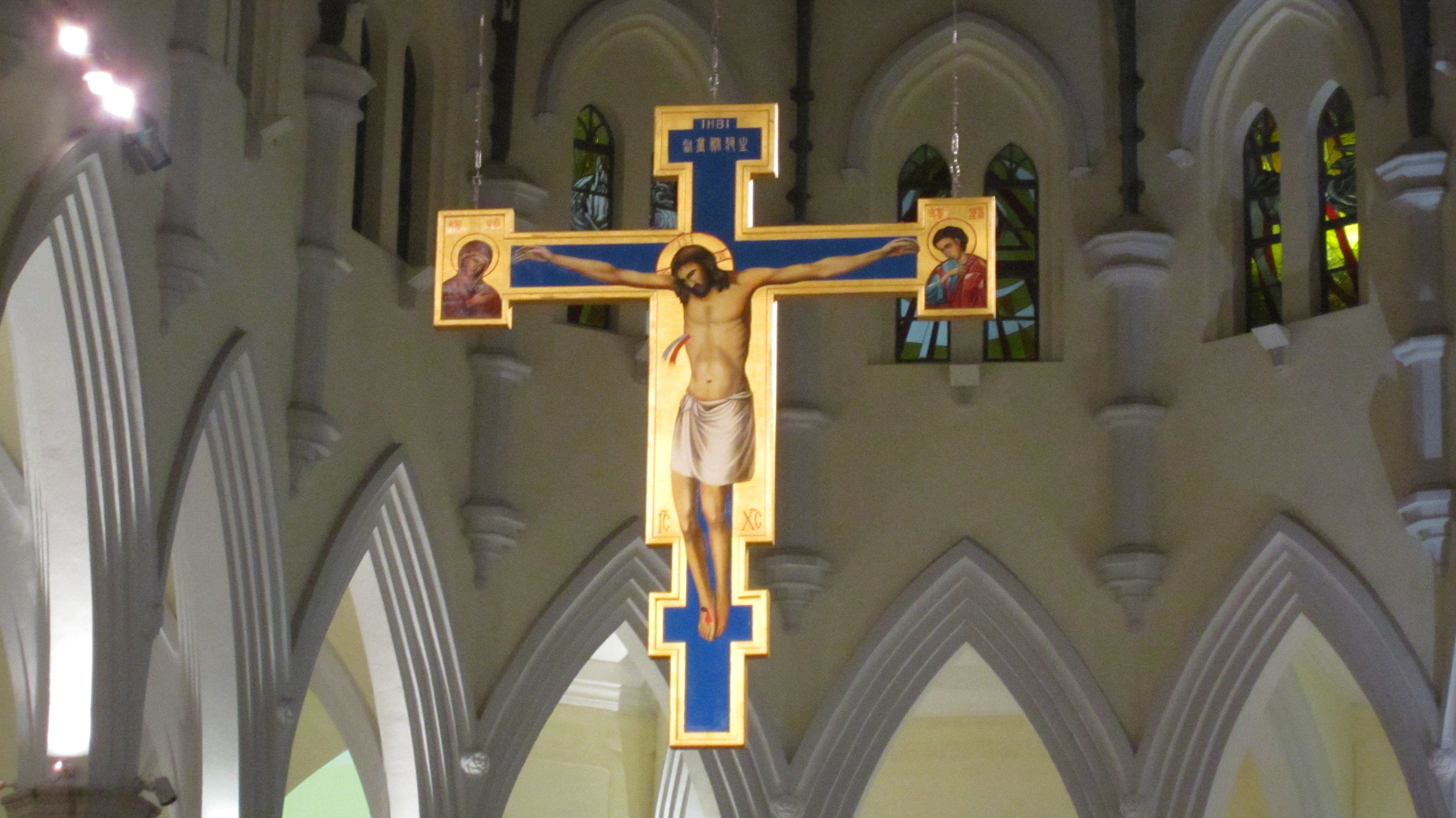
主教座堂中央的十字架

## 腳註及參考文獻

### 腳註
1. ↑  . 天主教香港教區.   [2018-10-07]. （原始内容存档于2018-10-07）.
2. ↑  . 香港聖母無原罪主教座堂.   [2018-12-05]. （原始内容存档于2018-12-05）.
3. 1 2  . 香港聖母無原罪主教座堂.   [2018-08-25]. （原始内容存档于2018-08-22）.
4. ↑  . Hong Kong Memory.   [2020-02-06]. （原始内容存档于2018-10-29） （英语）.
5. ↑  . 香港記憶.   [2020-02-06]. （原始内容存档于2019-06-21）.
6. 1 2 3 4 5 6  . 香港天主教聖母無原罪主教座堂.   [2020-02-05]. （原始内容存档于2020-02-05）.
7. ↑   (PDF). Antiquities Advisory Board.   [2020-02-06]. （原始内容 (PDF)存档于2020-01-26）.
8. 1 2 3 4 5  . 天主教香港教區.   [2018-06-18]. （原始内容存档于2018-06-18）.
9. 1 2 3  . 星島日報. 2009-05-29  [2018-06-27]. （原始内容存档于2018-06-27）.
10. 1 2  . 公教報. 2015-04-05  [2018-06-27]. （原始内容存档于2018-06-27）.
11. 1 2 3 4  . 公教報. 2011-11-20  [2018-07-08]. （原始内容存档于2018-07-08）.
12. 1 2 3 4 5 6 7 8 9 10 11 12 13 14 15 16 17 18   (PDF). Roman Catholic Diocese of Hong Kong. 2003-03-29  [2018-08-21]. （原始内容 (PDF)存档于2020-02-06） （英语）.
13. 1 2  夏其龍，2008，頁14。
14. ↑  王賡武，2016，頁305。
15. 1 2  Wiltshire, 2013, p. 185.
16. ↑  Spurrier, 2010, p. 140.
17. 1 2 3  黃棣才，2012，頁28-29。
18. ↑  趙雨樂、鍾寶賢、李澤恩，2017，頁12-13。
19. 1 2  丁新豹，2008，頁84。
20. ↑  夏其龍，2014，頁81。
21. 1 2 3 4  夏其龍，2014，頁82。
22. ↑  Maher, Virginia. . South China Morning Post. 2003-11-06  [2020-02-06]. （原始内容存档于2018-06-18） （英语）.
23. ↑  夏其龍，2014，頁131。
24. 1 2  蕭國健，2013，頁144。
25. ↑  夏其龍，2014，頁112。
26. 1 2 3 4  Wiltshire, 2013, p. 189.
27. ↑  夏其龍，2014，頁138。
28. 1 2 3 4 5  夏其龍，2014，頁113。
29. ↑  . Holy See Press Office.   [2020-02-05]. （原始内容存档于2020-02-05） （英语）.
30. ↑  夏其龍，2014，頁374-375。
31. 1 2  黃棣才，2012，頁30。
32. ↑  夏其龍，2014，頁375。
33. ↑  夏其龍，2014，頁375及381。
34. ↑  Wiltshire, 2013, p. 191.
35. 1 2 3 4  夏其龍，2014，頁376。
36. ↑  丁新豹，2008，頁85。
37. 1 2  黃棣才，2012，頁32。
38. ↑  . 公教報. 1938-12-16: 20  [2020-02-06]. （原始内容存档于2020-02-06）.
39. ↑  蕭國健，2013，頁147。
40. ↑  . 天主教香港教區.   [2020-02-06]. （原始内容存档于2021-03-06）.
41. 1 2 3  Pickerell, 2008, p. 124.
42. 1 2 3  Wiltshire, 2013, p. 193.
43. ↑  鄧家宙等，2014，頁194。
44. 1 2 3 4 5  夏其龍，2008，頁31。
45. ↑  . South China Morning Post. 2003-12-08  [2020-02-06]. （原始内容存档于2018-06-23） （英语）.
46. ↑  . 香港特別行政區新聞公報. 2017-01-09  [2018-06-23]. （原始内容存档于2017-09-07）.
47. ↑  Mulcahy, Linda. . Routledge. 2010-12-16: 28  [2018-06-23]. （原始内容存档于2021-03-18） （英语）.
48. ↑  . 公教報. 2012-01-29  [2018-06-23]. （原始内容存档于2018-06-23）.
49. ↑  . 公教報. 2014-01-19  [2018-06-23]. （原始内容存档于2018-06-23）.
50. ↑  . 公教報. 2016-01-17  [2018-06-23]. （原始内容存档于2018-06-23）.
51. ↑  . 公教報. 2018-01-14  [2018-06-23]. （原始内容存档于2018-06-23）.
52. ↑  鄧家宙等，2014，頁192。
53. ↑  夏其龍，2008，頁7。
54. ↑  夏其龍，2008，頁6-7。
55. ↑  夏其龍，2008，頁4和6。
56. ↑  夏其龍，2008，頁7及31。
57. ↑  夏其龍，2008，頁18。
58. ↑  . 公教報. 1981-12-11  [2018-08-22]. （原始内容存档于2018-08-22）.
59. 1 2  夏其龍，2008，頁10-11。
60. ↑  鄧家宙等，2014，頁193。
61. 1 2  夏其龍，2008，頁26。
62. ↑  夏其龍，2008，頁18和31。
63. ↑  夏其龍，2008，頁8。
64. ↑  夏其龍，2014，頁376及382。
65. 1 2 3 4  夏其龍，2008，頁16。
66. 1 2  夏其龍，2008，頁15及31。
67. ↑  . 天主教香港教區.   [2018-10-03]. （原始内容存档于2018-10-03） （中文及英语）.
68. ↑  夏其龍，2008，頁15、30及31。
69. ↑  . 公教報. 1954-12-12  [2018-08-21]. （原始内容存档于2018-08-21）.
70. ↑  . Hong Kong: The Standard. 2009-05-29 （英语）.
71. ↑  . South China Morning Post. 2011-11-24  [2018-07-06]. （原始内容存档于2018-07-06） （英语）.
72. ↑  . Hong Kong: Sunday Examiner.   [2018-07-06]. （原始内容存档于2018-07-06） （英语）.
73. ↑  . 天主教香港教區.   [2018-10-03]. （原始内容存档于2018-10-03）.
74. ↑  夏其龍，2008，頁15。
75. ↑  丁新豹，2008，頁87。
76. ↑  Wiltshire, 2013, p. 188.
77. ↑  Spurrier, 2010, p. 141.
78. ↑  Wiltshire, 2013, pp. 189 & 193.

#### 中文書目
- 丁新豹（2008）。《香港歷史散步（增訂版） （页面存档备份，存于）》。香港：商務印書館（香港）有限公司。
- 王賡武（主編）（2017）。《香港史新編（增訂版） （页面存档备份，存于）》（上冊）。香港：三聯書店（香港）有限公司。
- 夏其龍（2008）。《走進主教座堂看教會歷史》。香港：聖母無原罪主教座堂。
- 夏其龍（2014）。《香港天主教傳教史 1841-1894 （页面存档备份，存于）》（蔡迪雲譯）。香港：三聯書店（香港）有限公司。
- 黃棣才（2012）。《圖說香港歷史建築 1841-1896 （页面存档备份，存于）》。香港：中華書局（香港）有限公司。
- 趙雨樂、鍾寶賢、李澤恩（2017）。《香港要覽（外三種） （页面存档备份，存于）》。香港：三聯書店（香港）有限公司。
- 鄧家宙、陳覺聰、柴宇瀚、施志明、黃競聰、李國柱（2014）。《文物古蹟中的香港史I （页面存档备份，存于）》。香港：中華書局（香港）有限公司。
- 蕭國健（2013）。《簡明香港近代史 （页面存档备份，存于）》。香港：三聯書店（香港）有限公司。

#### 英文書目
- Pickerell, David. . Asia City Ventures Ltd. 2008. ISBN 978-988-98094-2-3.
- Spurrier, Pete. . FormAsia Books Ltd. 2010. ISBN 978-988-98270-8-3.
- Wiltshire, Trea. . FormAsia Books Ltd. 2013. ISBN 978-988-15562-3-3.

## 外部連結
- 聖母無原罪主教座堂舉行彌撒的時間 （页面存档备份，存于）
- 【遊走中環】宗教古蹟 聖母無原罪主教堂︱kennechu.info （页面存档备份，存于）